# چستر (ماساچوست)
چستر(به انگلیسی: Chester) شهرکی در شهرستان همپدن ایالت ماساچوست می‌باشد که در سال ۱۷۶۵ بنیان‌گذاری شده‌است. این شهرک در سرشماری سال ۲۰۱۰ میلادی، ۱٬۳۳۷ نفر جمعیت داشته‌است.